# Jan Sterling
Jan Sterling (Nueva York; 3 de abril de 1921 - Los Ángeles, California; 26 de marzo de 2004) fue una actriz estadounidense ganadora de un Globo de Oro a la mejor actriz de reparto por su actuación en The High and the Mighty (1954), y nominada al Oscar a la mejor actriz de reparto por la misma interpretación. Su carrera declinó en los años sesenta, aunque siguió trabajando de manera ocasional para el teatro y la televisión.

## Biografía
Su nombre completo era Jane Sterling Adriance, y nació en la ciudad de Nueva York, en el seno de una familia acomodada. Estudió en escuelas privadas antes de ir a vivir a Europa con su familia. Allí se educó con tutores privados en Londres y en París, además de seguir estudios en la escuela dramática de Fay Compton en Londres.
Siendo adolescente volvió a Manhattan y, utilizando variaciones de su nombre, tales como Jane Adrian y Jane Sterling, empezó su carrera artística actuando en Broadway en la obra Bachelor Born. Posteriormente aparecería en montajes teatrales importantes como Panama Hattie, Over 21 y Present Laughter, y en 1947 debutó en el cine con el film Tycoon, con el nombre artístico de Jane Adrian. Ruth Gordon insistió en que se cambiara el nombre, y finalmente decidiría llamarse Jan Sterling. 
Uno de sus papeles de reparto más destacados fue el que interpretó en Belinda (1948). Alternando sus actuaciones cinematográficas con las televisivas, Sterling intervino en varias series televisivas en la década de 1950 a la vez que trabajaba en películas como Caged (1950), Mystery Street (1950), The Mating Season (1951), Ace in the Hole (1951), Flesh and Fury (1952), The Human Jungle (1954), y Female on the Beach (1955).
A menudo elegida para interpretar personajes duros y determinados, hizo un papel mucho más comprensivo en la película Sky Full of Moon (1952). En 1950 fue Ruth en la serie western de la ABC The Marshal of Gunsight Pass, interpretada junto a Russell Hayden, Eddie Dean, y Roscoe Ates. 

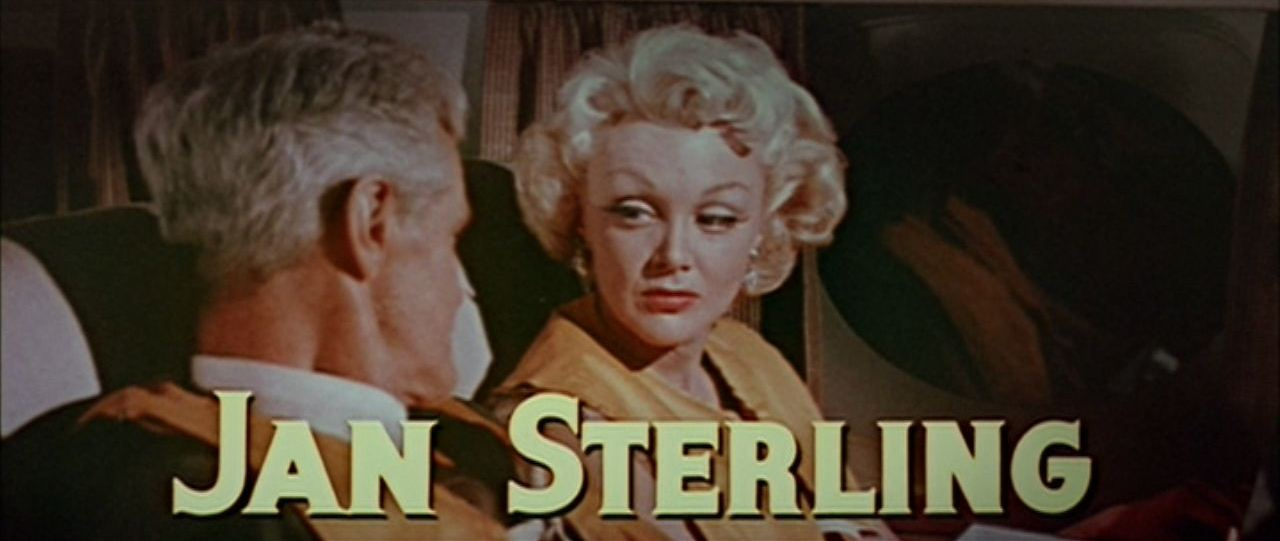
Sterling en The High and the Mighty

En 1954 Sterling fue nominada al Oscar a la mejor actriz de reparto y ganó el Globo de Oro a la mejor actriz de reparto por su actuación en The High and the Mighty. Ese mismo año viajó a Inglaterra para interpretar a Julia en la primera adaptación cinematográfica de la novela de George Orwell 1984, a pesar de encontrarse embarazada en aquel momento. 
En los años siguientes Sterling fue una presencia habitual en el cine con películas como Slaughter on Tenth Avenue, Kathy O y The Female Animal. 
En 1963 apareció como estrella invitada interpretando a la enfermera Murdoch en el episodio "Millions of Faces" del drama médico de la ABC Breaking Point. En 1967 ella y Tisha Sterling trabajaron en el episodio "Eleven Miles to Eden", perteneciente a la producción western de la NBC The Road West, protagonizada por Barry Sullivan.
A finales de 1968 Sterling empezó a actuar como 'Miss Foss' en la serie televisiva de la CBS The Guiding Light. En 1969 se retiró del cine para concentrar su actividad interpretativa en el teatro, volviendo al medio televisivo en 1979 para encarnar a Lou Henry Hoover en la miniserie Backstairs at the White House. 
El matrimonio de Sterling con John Merivale finalizó en divorcio. Su carrera empezó a declinar tras fallecer su segundo marido, el actor Paul Douglas, en 1959, iniciando en los años setenta una relación duradera con Sam Wanamaker. Inactiva durante casi dos décadas, apareció en el Cinecon Film Festival de Los Ángeles en 2001.
Los últimos años de la vida de Sterling estuvieron marcados por la mala salud. Padecía diabetes, sufrió una fractura de cadera y varios ictus. Su único hijo, Adams Douglas, falleció por insuficiencia cardíaca en 2003, y Sterling murió al año siguiente en Los Ángeles, California, a los 82 años de edad. Fue enterrada en el Cementerio Garden of Actors Churchyard de Londres, Inglaterra.

## Filmografía
| - Tycoon (1947) - Belinda (1948) - Caged (Sin remisión) (1950) - The Skipper Surprised His Wife (1950) - Mystery Street (1950) - Union Station (1950) - The Mating Season (Casado y con dos suegras) (1951) - Appointment with Danger (Reto a la muerte) (1951) - El gran carnaval (1951) - Rhubarb (1951) - Flesh and Fury (1952) - Sky Full of Moon (1952) - Split Second (1953) - The Vanquished (1953) - El triunfo de Buffalo Bill (1953) - Alaska Seas (1954) - The High and the Mighty (1954) | - Return From the Sea (1954) - The Human Jungle (1954) - Women's Prison (1955) - Female on the Beach (1955) - Man with the Gun (Con sus mismas armas) (1955) - 1984 (1956) - Más dura será la caída (1956) - Slaughter on Tenth Avenue (Matanza en la décima avenida) (1957) - The Female Animal (1958) - High School Confidential (1958) - Kathy O' (1958) - Love in a Goldfish Bowl (1961) - The Incident (1967) - The Angry Breed (1968) - The Minx (1969) - Sammy Somebody (1976) - First Monday in October (1981) |

## Premios y distinciones
Premios Óscar
| Año  | Categoría       | Película            | Resultado |
| ---- | --------------- | ------------------- | --------- |
| 1955 | Mejor dirección | Escrito en el cielo | Nominada  |